# Dafnis

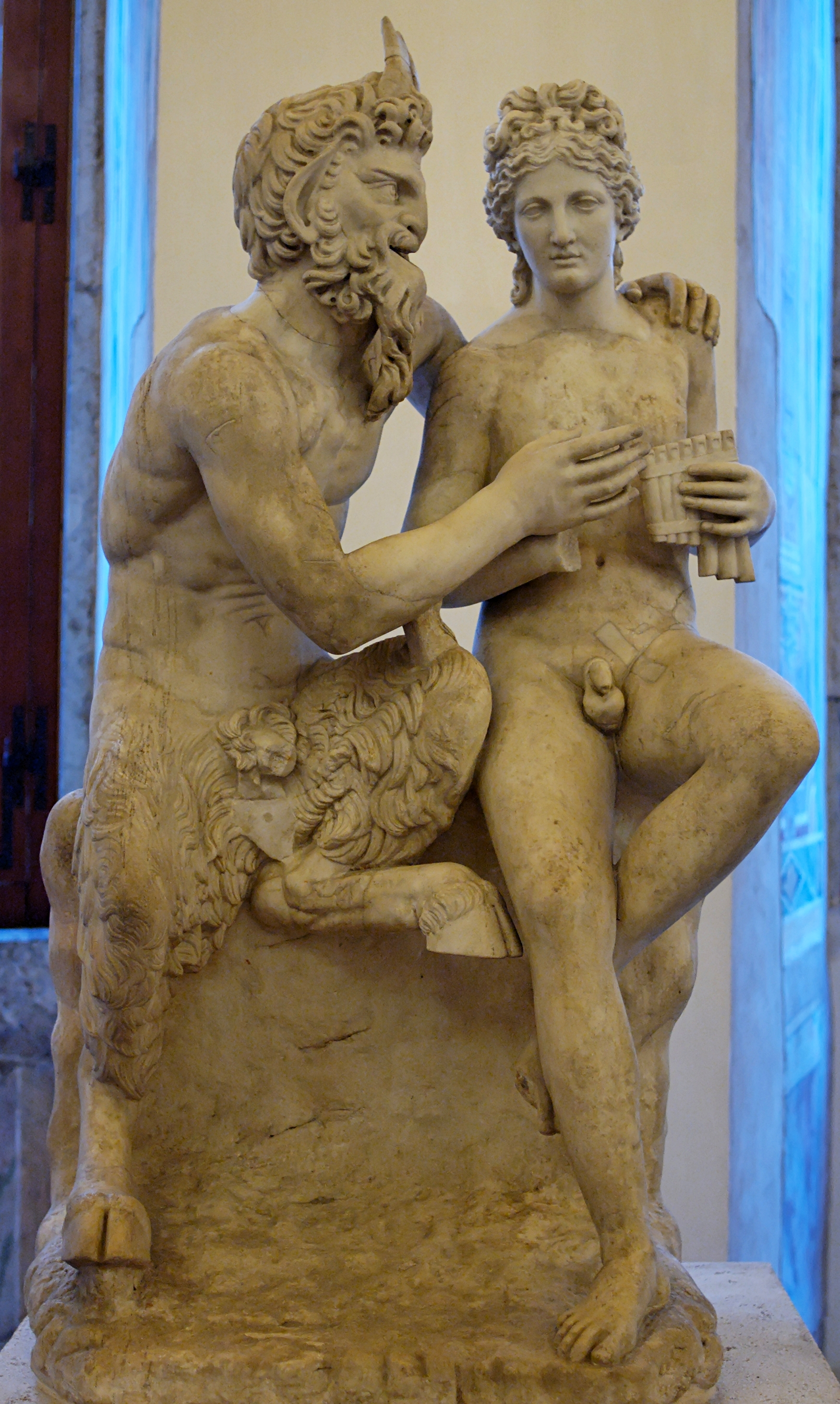
Pan uczący młodego Dafnisa gry na syrindze (rzeźba starożytna)

Dafnis (gr. δάφνη) – w mitologii greckiej bożek pasterski pochodzenia sycylijskiego.
Był synem boga Hermesa i jednej z nimf. Porzucony przez matkę po urodzeniu w gaju wawrzynowym, został przygarnięty i wychowany przez nimfy i bóstwa polne. Dafnis wyrósł na pięknego młodzieńca, pasł kozy i śpiewał pieśni; uważano go za twórcę poezji bukolicznej. Zakochany w nim Apollo nauczył go gry na syrindze, Artemida zaś przekazała mu umiejętności myśliwskie.
Dafnis zmarł młodo za przyczyną uczucia, jakim zapałała do niego nimfa Nomia. Rywalka Nomii, córka króla Sycylii Chimajria, upiła i uwiodła pięknego pasterza. Rozgniewana zdradą nimfa pozbawiła Dafnisa wzroku i odtąd błąkał się on po świecie wygrywając smutne melodie, aż w końcu spadł lub rzucił się ze skały. Wierzono, że jego ojciec Hermes zamienił go po śmierci w skałę lub uniósł do nieba.
Istniała też wersja mitu, w której Dafnis tułał się po świecie w poszukiwaniu swojej ukochanej Pimplei lub Talii, porwanej przez piratów. Odnalazł ją we Frygii w niewoli u króla Lityersesa, który zwykł mordować przybyszów. Kochanków ocalił z opresji Herakles, zabijając Lityersesa i oddając im tron królestwa. Historię tę wykorzystał w swoim dramacie satyrowym aleksandryjski poeta Sositeos.